# David Júlio
David Abraam Júlio (8 gennaio 1932) è un ex calciatore portoghese, di ruolo centrocampista.

## Carriera

### Nazionale
Ha collezionato 4 presenze con la maglia della nazionale.

## Statistiche

### Presenze e reti in nazionale
| Cronologia completa delle presenze e delle reti in nazionale ― Portogallo | Cronologia completa delle presenze e delle reti in nazionale ― Portogallo | Cronologia completa delle presenze e delle reti in nazionale ― Portogallo | Cronologia completa delle presenze e delle reti in nazionale ― Portogallo | Cronologia completa delle presenze e delle reti in nazionale ― Portogallo | Cronologia completa delle presenze e delle reti in nazionale ― Portogallo | Cronologia completa delle presenze e delle reti in nazionale ― Portogallo | Cronologia completa delle presenze e delle reti in nazionale ― Portogallo |
| Data                                                                      | Città                                                                     | In casa                                                                   | Risultato                                                                 | Ospiti                                                                    | Competizione                                                              | Reti                                                                      | Note                                                                      |
| ------------------------------------------------------------------------- | ------------------------------------------------------------------------- | ------------------------------------------------------------------------- | ------------------------------------------------------------------------- | ------------------------------------------------------------------------- | ------------------------------------------------------------------------- | ------------------------------------------------------------------------- | ------------------------------------------------------------------------- |
| 27-04-1960                                                                | Ludwigshafen am Rhein                                                     | Germania Ovest                                                            | 2 – 1                                                                     | Portogallo                                                                | Amichevole                                                                | -                                                                         |                                                                           |
| 08-05-1960                                                                | Oeiras                                                                    | Portogallo                                                                | 2 – 1                                                                     | Jugoslavia                                                                | Qual. Euro 1960                                                           | -                                                                         |                                                                           |
| 22-05-1960                                                                | Belgrado                                                                  | Jugoslavia                                                                | 5 – 1                                                                     | Portogallo                                                                | Qual. Euro 1960                                                           | -                                                                         |                                                                           |
| 19-03-1961                                                                | Oeiras                                                                    | Portogallo                                                                | 6 – 0                                                                     | Lussemburgo                                                               | Qual. Mondiali 1962                                                       | -                                                                         |                                                                           |
| Totale                                                                    |                                                                           | Presenze                                                                  | 4                                                                         |                                                                           | Reti                                                                      | 0                                                                         |                                                                           |